# Tom Cheesman

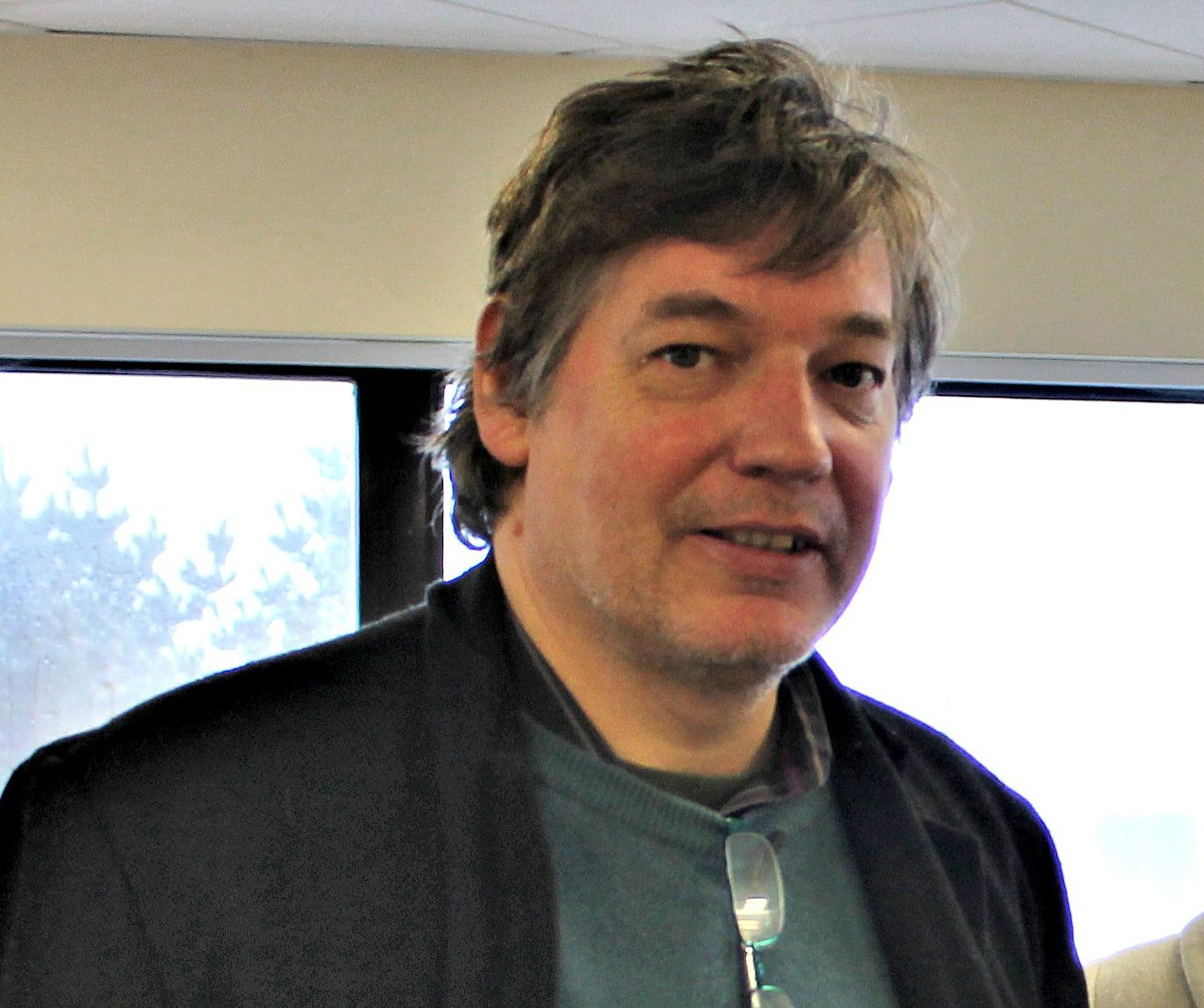
Tom Cheesman

Tom Cheesman (* 1961 in Liverpool) ist ein englischer Senior Lecturer, Literaturwissenschaftler und literarischer Übersetzer.

## Leben
Cheesman wuchs in Durham auf. Heute lebt er, nachdem er zeitweise auch in Deutschland und Frankreich gelebt hat, in Swansea und ist Hochschullehrer des Deutschen an der dortigen Universität.
Der Doktor der Philologie hat zahlreiche Beiträge (Bücher wie Fachzeitschriften) insbesondere im Bereich der interkulturellen Literaturwissenschaft publiziert und auch selbst Bücher herausgegeben. Artikel erscheinen zum Teil auch in deutscher Sprache. 2009 erschien seine englische Übersetzung von Zafer Şenocaks Roman Gefährliche Verwandtschaft. Außerdem ist er der Initiator des Projekts Visualising Version Variation: Case Study On Translations Of Shakespeare’s Othello, dass mit Hilfe von Spitzentechnologie untersucht, wie und warum sich verschiedene Übersetzungen des gleichen Originaltextes oft deutlich voneinander unterscheiden. Im Anfangsstadium konzentriert sich das Projektteam in seinen Untersuchungen auf Werke von William Shakespeare.

## Warum Shakespeare
Viele literarische Werke werden immer wieder neu und in viele verschiedene Sprachen übersetzt. Dabei weisen die Übersetzungen selbst bei weitgehend identischem Originaltext oft starke Unterschiede auf. Um zu untersuchen, wie und wodurch diese Unterschiede zustande kommen, konzentrieren sich die Mitarbeiter des Forschungsteams auf die Werke William Shakespeares. Diese eignen sich besonders für Forschungen dieser Art, da einige von ihnen in bis zu 100 Sprachen übersetzt wurden und es allein in deutscher Sprache mehr als 80 verschiedene Shakespeare-Übersetzungen gibt.

## Team und Arbeitsweise
Im Anfangsstadium des Projektes konzentrieren sich die Untersuchungen auf einen kleinen Ausschnitt aus Shakespeares Stück Othello. Auf einer eigens dafür eingerichteten Internetseite fordern die Mitarbeiter des Projektes Fachleute, Studierende, Übersetzer und alle anderen, die ihren Beitrag leisten möchten, dazu auf, ihnen Übersetzungen der folgenden zwei Verszeilen zu schicken, die Übersetzer seit jeher vor besondere sprachliche und interpretatorische Herausforderungen gestellt haben:
```
     
If virtue no delighted beauty lack,

     
Your son-in-law is far more fair than black.
[
2
]
```

Cheesman erklärt: „Wenn Sie eine Othello-Übersetzung in Ihrem Bücherregal stehen haben oder bei sich in der Stadtbibliothek entdecken, dann senden Sie uns doch bitte diese zwei Zeilen zusammen mit einer wörtlichen Übersetzung ins Englische. Wir haben schon 150 Versionen in 22 Sprachen, mit denen wir arbeiten. Wir hoffen, mehr als 300 Versionen in 100 Sprachen zusammentragen zu können. Mit Hilfe dieses 'Crowd-Sourcing' können wir eine globale Momentaufnahme davon erstellen, wann, wo und wie Othello neu übersetzt wurde. Dann ist es uns möglich, animierte Visualisierungen zu erstellen, damit die Menschen online in den verschiedenen Versionen stöbern können.“

Beispiele der zurzeit im Handel erhältlichen Versionen:
```
     Wenn man die Tugend muß als schön erkennen, /
     Dürft Ihr nicht häßlich Euren Eidam nennen.
[
3
]
```

```
     Wenn Tugend die glänzendeste Schönheit ist,
     so ist euer Tochtermann mehr weiß als schwarz.
[
4
]
```

```
     Wenn Ihr der Tugend nicht Schönheit absprechen wollt, /
     Ist Euer Schwiegersohn nicht dunkel, sondern Gold!
[
5
]
```

```
     Gäbs helle Haut für Edelmut als Preis, /
     Dann wär Ihr Schwiegersohn statt schwarz reinweiß.
[
6
]
```

```
     Solange männliche Tugend mehr zählt als Schönheitsfehler, kann man sagen,
     Ihr Schwiegersohn ist eher edel als schwarz.
[
7
]
```

Das Crowd-Sourcing soll auch dazu beitragen, eine Online-Community aus Studierenden und Fachleuten zu bilden, die sich für das Thema Übersetzungsvarianten interessieren. Mit der Weiterentwicklung des Projektes soll es immer mehr Möglichkeiten zur Mitarbeit geben.
Um das Projekt technisch umsetzen und die Unterschiede zwischen verschiedenen Shakespeare-Übersetzungen analysieren zu können, entwickelt das Forschungsteam der Universität Swansea Tools zur Visualisierung von Daten. Digitale Visualisierungen offenbaren versteckte Muster in Texten, ermöglichen neue Zugänge zu einem Text und können ihrerseits regelrechte Kunstwerke sein. Im Internet finden sich Beispiele wie Ben Frys Arbeit zu Darwins Origin of the Species (Entstehung der Arten). Da diese Technologien bis jetzt noch nicht für die Analyse von Übersetzungsvarianten verwendet wurden, stellt Visualising Version Variation: Case Study On Translations Of Shakespeare’s Othello eine vollkommen neue und innovative Art der Forschung auf diesem Gebiet da.
Die Vielseitigkeit dieser Fallstudie fordert ein Team aus verschiedensten Fachbereichen. Fachleute aus den Bereichen Moderne Sprachen, Translationswissenschaft, Medien, Politik- und Kulturwissenschaften und Informatik der Universität Swansea (Wales) arbeiten an dem Projekt.
Team: Der Teamleiter  Tom Cheesman und sein Stellvertreter David M. Berry, Andy Rothwell und Robert S. Laramee, die Forschungsassistenten Alison Ehrmann und Zhao Geng; in Zusammenarbeit mit Stephan Thiel (Berlin).

## Bibliografie
- Novels of Turkish German Settlement: Cosmopolite Fictions (Rochester, NY: Camden House, 2007), ISBN 978-1-57113-374-8, x + 232 pp.
- The Shocking Ballad Picture Show: German Popular Literature and Cultural History, Oxford/Providence: Berg, 1994, ISBN 0-85496-893-8, xxxv + 240 pp.
- (hrsg. mit Grahame Davies and Sylvie Hoffmann), Gwyl y Blaidd. Ysgreifennu Ffoaduriaid yng * Nghymru / The Festival of the Wolf. Writing Refugees in Wales 4 (Swansea: Hafan Books / Cardigan: Parthian Books, 2006), ISBN 1-905762-20-8, vi + 210 pp.
- (hrsg. mit Eric Ngalle Charles and Sylvie Hoffmann), Soft Touch: Refugees Writing in Wales 3 (Swansea: Hafan Books, 2005), ISBN 0-9545147-3-4, 128 pp.
- (hrsg. mit Eric Ngalle Charles and Sylvie Hoffmann), Nobody’s Perfect: Refugees Writing in Wales 2 (Swansea: Hafan Books, 2004), ISBN 0-9545147-1-8, 96 pp.
- (hrsg. mit Eric Ngalle Charles and Sylvie Hoffmann), Between a Mountain and a Sea: Refugees * Writing in Wales (Swansea: Hafan Books, 2003), ISBN 0-9545147-0-X, 96 pp.
- (hrsg. mit Karin E. Yesilada), Zafer Senocak, Cardiff: University of Wales Press, 2003, ISBN 0-7083-1811-8 / ISBN 0-7083-1810-X, xi + 187 pp.
- (hrsg. mit Sigrid Rieuwerts), Ballads into Books: The Legacies of Francis James Child, Berne: Peter Lang, 1997, ISBN 3-906757-34-X, 283 pp.; 2nd rev. edn 1999, ISBN 3-906761-67-3.
- (hrsg.) Recent Ballad Research: The Language of Ballads and Other Topics. Proceedings of the 19th SIEF Ballad Commission Conference (Freiburg i.Br. 1989), 2 vols, London: Folklore Society (Library Pamphlets 4/5) 1990, ISBN 1-871903-10-6/ ISBN 1-871903-15-7.

## Einzelbelege
1. ↑  https://www.literaturkritik.de/public/rezension.php?rez_id=11966
2. ↑  1. Akt, 3. Szene, Open Source Shakespeare, Zeilen 646-7.
3. ↑  BAUDISSIN (Schlegel-Tieck-Ausgabe, 1832): Othello, der Mohr von Venedig. www.william-shakespeare.de/othello1/othello.htm und https://www.gutenberg.org/ebooks/2267.
4. ↑  WIELAND: William Shakespeare Theatralische Werke in 21 Einzelbänden. Übersetzt von Christoph Martin Wieland. [Zurich, 1762-66]. Reprint ed Hans and Johanna Radspieler. Vol. 18: Othello, der Mohr von Venedig. Zürich: Haffmans; und https://www.gutenberg.org/ebooks/7185.
5. ↑  FRIED: William Shakespeare / Erich Fried, Hamlet / Othello, Berlin: Verlag Klaus Wagenbach, 1999 (Erstausgabe 1970).
6. ↑  GUENTHER: William Shakespeare. Othello. Zweisprachige Ausgabe. Deutsch von Frank Günther. Mit einem Essay von Dieter Mehl. Munich: Deutscher Taschenbuch Verlag, [Urauff 1992, Erstdruck 1995] 2006.
7. ↑  ZAIMOGLU/SENKEL: William Shakespeare Othello. Bearbeitung von Feridun Zaimoglu und Günter Senkel. Münster: Verlagshaus Monsenstein und Vannerdat, 2004.

| Personendaten    | Personendaten                                                                     |
| ---------------- | --------------------------------------------------------------------------------- |
| NAME             | Cheesman, Tom                                                                     |
| KURZBESCHREIBUNG | englischer Senior Lecturer, Literaturwissenschaftler und literarischer Übersetzer |
| GEBURTSDATUM     | 1961                                                                              |
| GEBURTSORT       | Liverpool                                                                         |